# Silver Sorgo
Silver Sorgo es el décimo segundo álbum de estudio de Luis Alberto Spinetta como solista, editado en el año 2001, tras el período con su banda Spinetta y los Socios del Desierto.
El disco contiene 12 temas, los cuales Spinetta comenzó a componer en 1998. 
Este material fue presentado en vivo a finales de año, y registrado en vivo para el disco Argentina Sorgo Films presenta: Spinetta Obras, que vio la luz al año siguiente, 2002.

## Lista de temas
Todos los temas escritos y compuestos por Luis Alberto Spinetta, excepto los indicados.
1. El enemigo (5:12)
2. El mar es de llanto (3:31)
3. Ni hables (3:37)
4. Tonta luz (2:01)
5. Adentro tuyo (5:42) (Spinetta/Cota)
6. Llama y verás (3:27)
7. Abrázame inocentemente (6:39)
8. Esta es la sombra (3:14)
9. Mundo disperso (4:39) (Spinetta/Mouro)
10. Cine de atrás (3:52)
11. La verdad de las grullas (5:40)
12. Bahía final (2:44)

## Formación
Según se detalla en la ficha del CD.
- Luis Alberto Spinetta: Guitarras (en todos los temas excepto en 4); voces; teclados en 4; coros en 9
- Marcelo Torres: Bajo en 2, 5, 6, 10 y 12; bajo fretless de 6 cuerdas en 3
- Javier Malosetti: Bajo en 1, 7, 9 y 11; pandeiro en 7.
- Rafael Arcaute; Teclados en 7, 8, 9 y 10; piano backgound en 11.
- Claudio Cardone: Teclados en 1, 3 y 5; arreglos en 5; efectos en 12.
- Nicolas Cota: Percusión en 2.
- Daniel Wirtz: Batería (en todos los temas excepto 4 y 8).
- Graciela Cosceri: Coros en 3, 5, 7 y 9.
- Daniel Mendoza by D.J. Martin: Mau en 8.
- Silvia McCollins y Jack (Negro) by D.J. Jaure: Risitas en 9
- Juan Carlos "Mono" Fontana: Teclados en 11.
- Tweety Gonzalez: Programación en 12.
- Guido Nisenson: Ingeniero de grabación.